# Danh sách bài hát thu âm bởi Sia

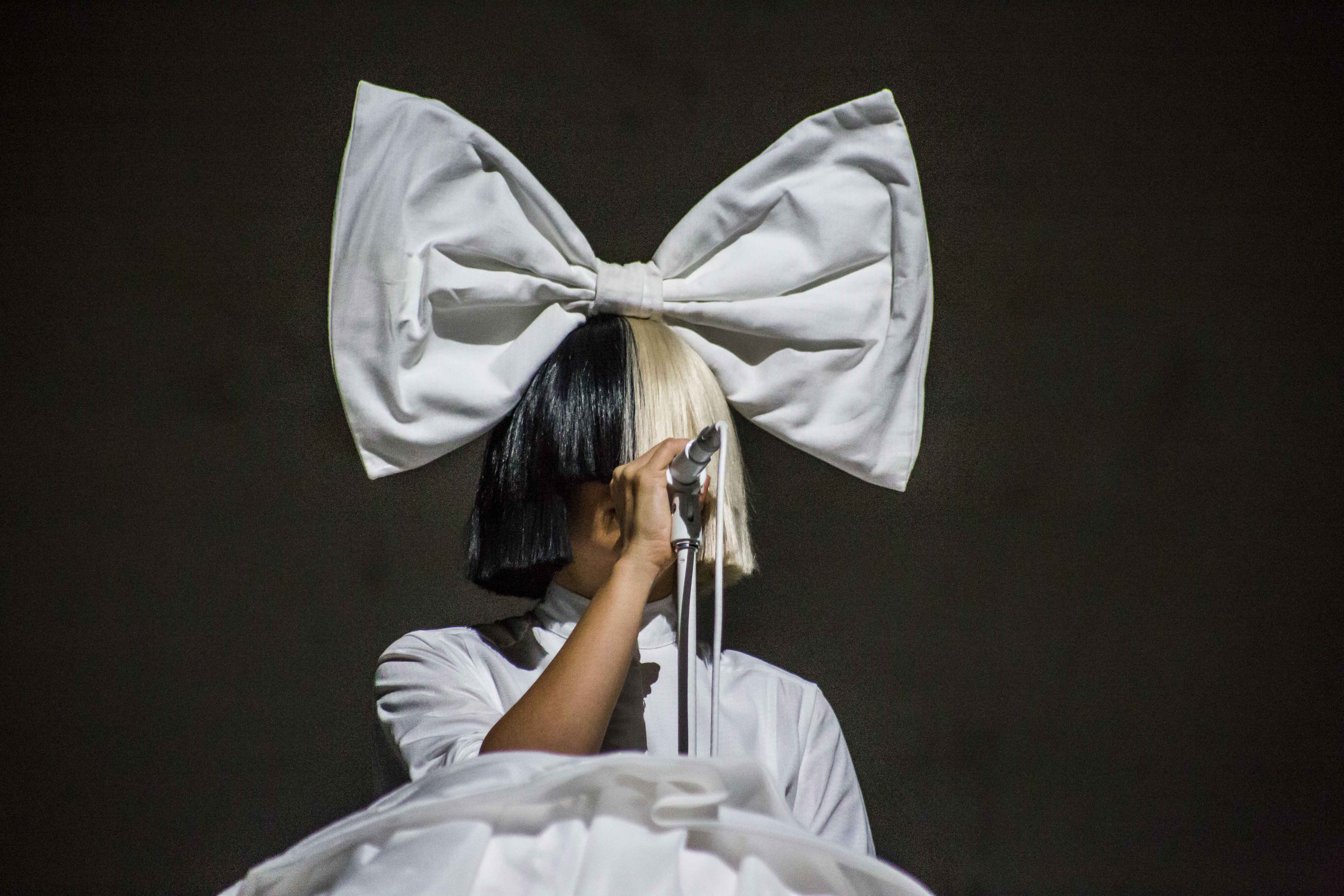
Sia biểu diễn trực tiếp tại Boston, năm 2016.

Năm 1997, Sia phát hành album phòng thu đầu tay của cô, có tựa đề OnlySee. Sia tiếp tục phát hành album thứ hai, Healing Is Difficult, vào năm 2001. Album bao gồm ba đĩa đơn: "Taken for Granted", "Little Man" và "Drink to Get Drunk".
Năm 2004, Sia phát hành album phòng thu thứ ba của cô, Colour the Small One. Đĩa đơn của album bao gồm "Don't Bring Me Down", "Breathe Me", "Where I Belong", "Sunday" và "Numb". Năm 2008, Sia ra mắt album phòng thu thứ tư, Some People Have Real Problems. Album đã phát hành bốn đĩa đơn: "Day Too Soon", "The Girl You Lost to Cocaine", "Soon We'll Be Found" và "Buttons". Album tiếp theo, We Are Born, được phát hành vào năm 2010 và phát hành các đĩa đơn "You've Changed", "Clap Your Hands", "Bring Night" và "I'm in Here".
Năm 2011, Sia góp mặt trong các bài hát như "Titanium" của David Guetta và "Wild Ones" của Flo Rida. Năm 2013, Sia đóng góp bài hát "Elastic Heart" làm phần nhạc phim của bộ phim năm 2013 The Hunger Games: Bắt lửa của Mỹ. Một năm sau, cô phát hành album phòng thu thứ sáu, 1000 Forms of Fear. Album đã phát hành các đĩa đơn "Chandelier", "Big Girls Cry", phiên bản đơn ca của Sia của "Elastic Heart", và "Fire Meet Gasoline".
Album thứ bảy của Sia, This Is Acting, được phát hành vào ngày 29 tháng 1 năm 2016. Album bao gồm các đĩa đơn "Alive", "Cheap Thrills" (phiên bản đơn ca và phiên bản có sự góp mặt của nam ca sĩ/rapper Sean Paul), "The Greatest" (phiên bản đơn ca và phiên bản có sự góp mặt của rapper Kendrick Lamar) và "Move Your Body".
Ngày 17 tháng 11 năm 2017, album phòng thu thứ tám của Sia, Everyday Is Christmas, được phát hành. Đĩa đơn đầu tiên trích từ album là "Santa's Coming for Us", phát hành ngày 30 tháng 10 năm 2017.

## Danh sách bài hát

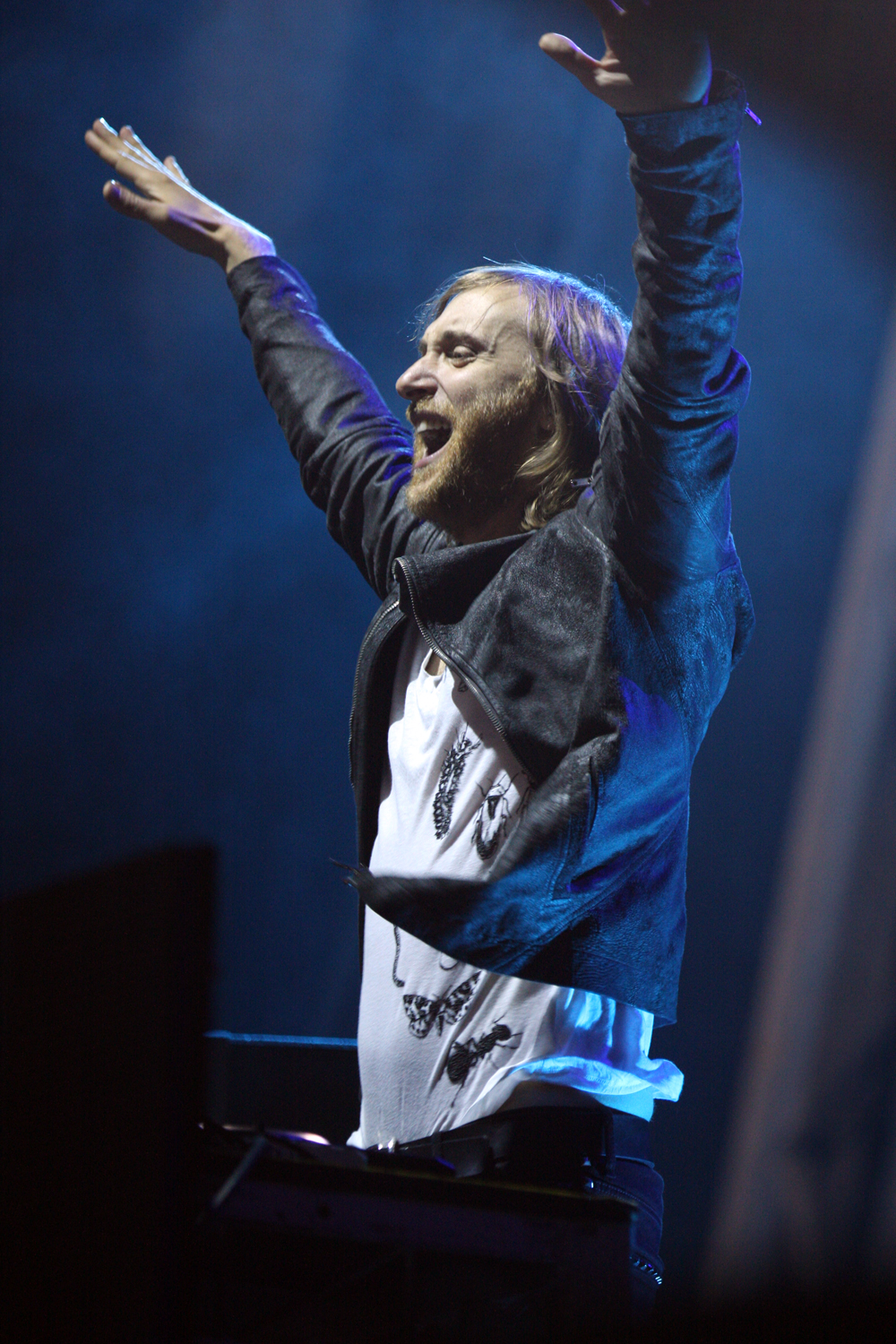
David Guetta đã hợp tác với Sia trong nhiều bài hát của ông.

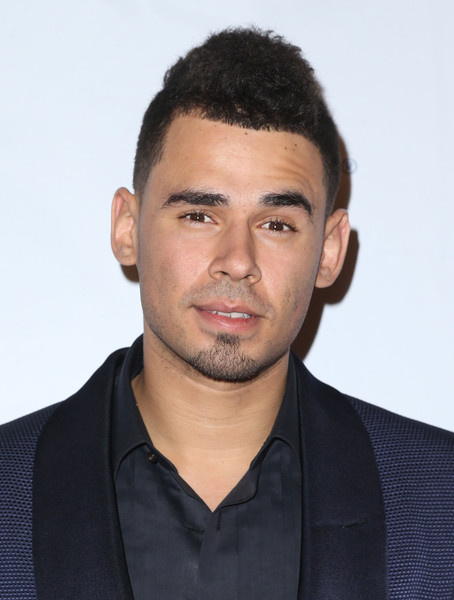
Afrojack đã tham gia đồng sáng tác và sản xuất thu âm cho đĩa đơn "Titanium".

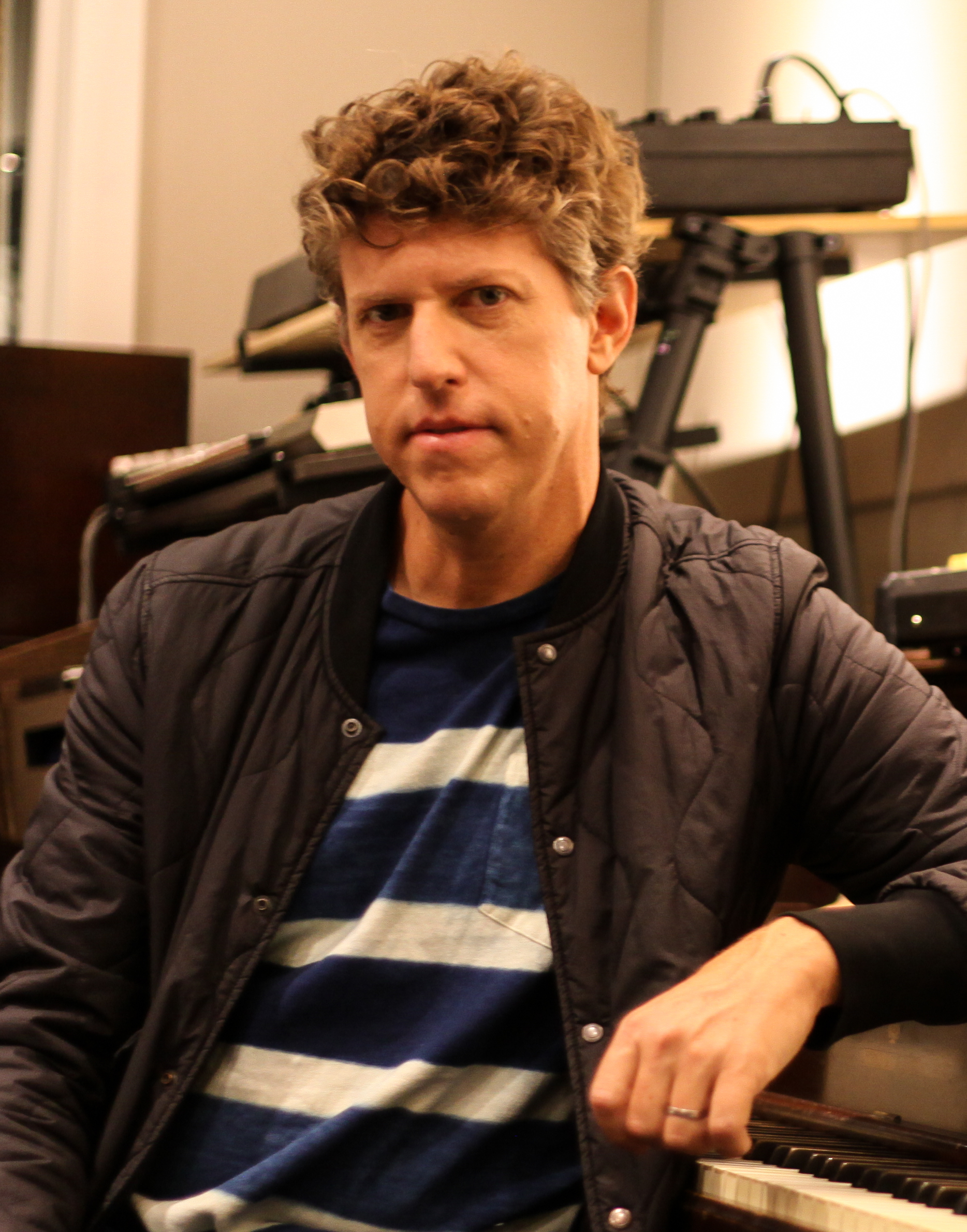
Greg Kurstin đã tham gia sản xuất album và đồng sáng tác nhiều bài hát của Sia.

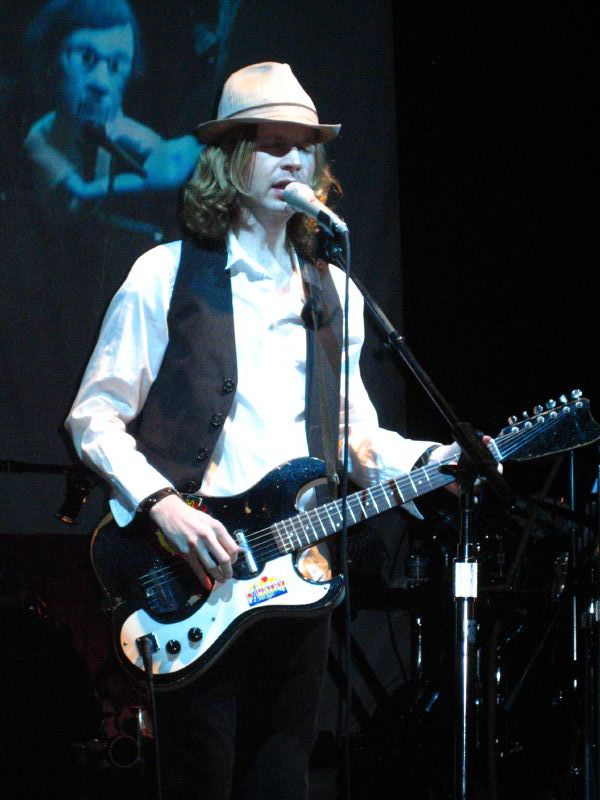
Beck đã đồng sáng tác bài hát "The Bully" và hợp tác với Sia trong "Moonquake Lake".

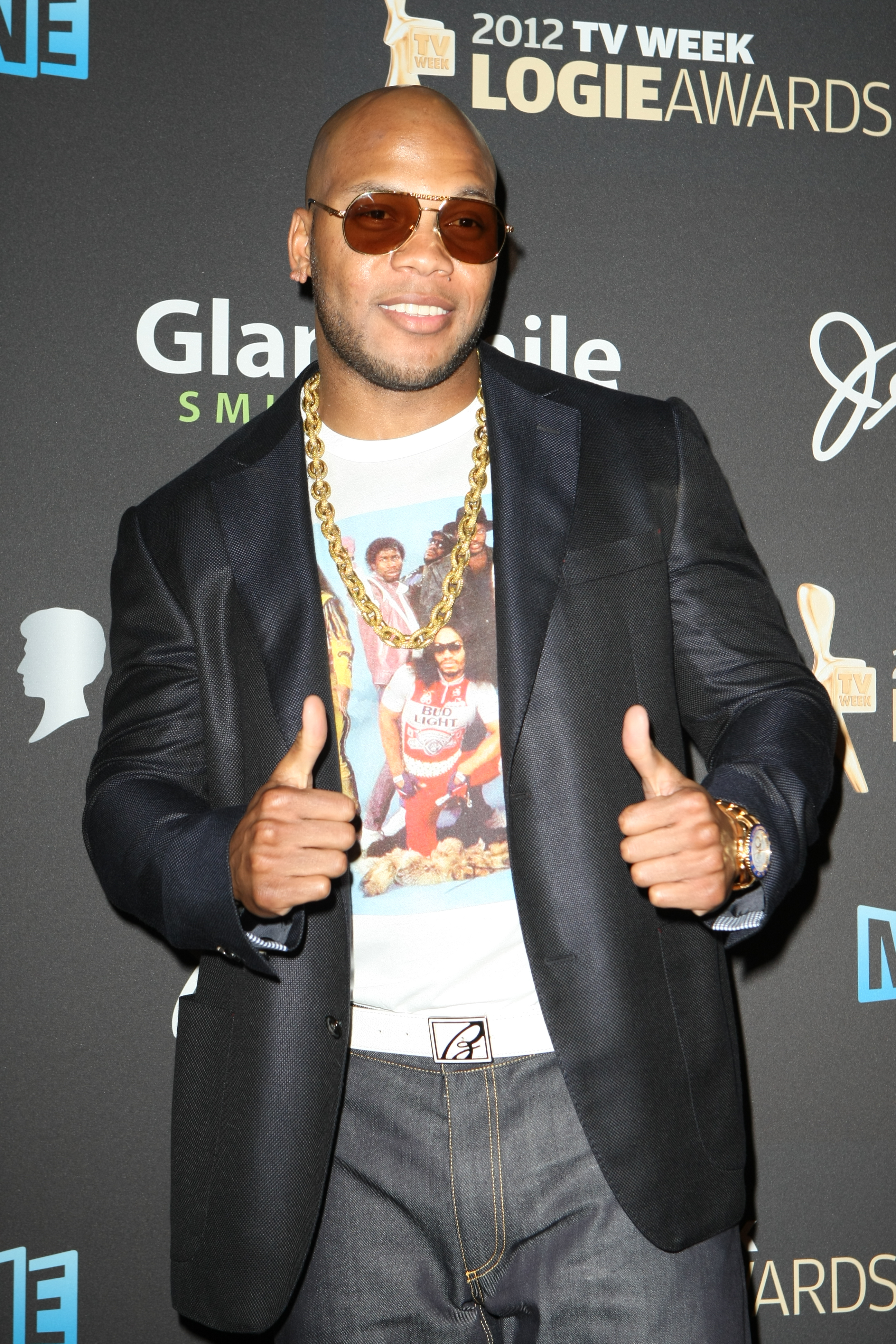
Flo Rida hợp tác với Sia trong đĩa đơn "Wild Ones".

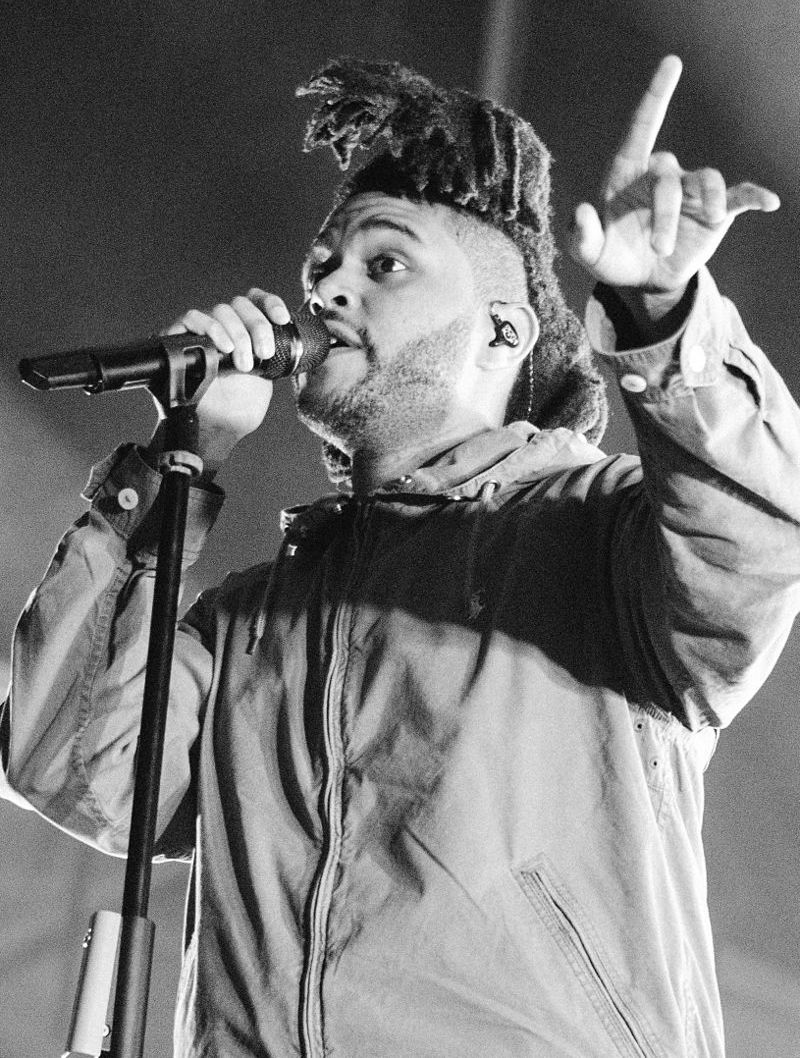
The Weeknd đồng sáng tác "Elastic Heart".

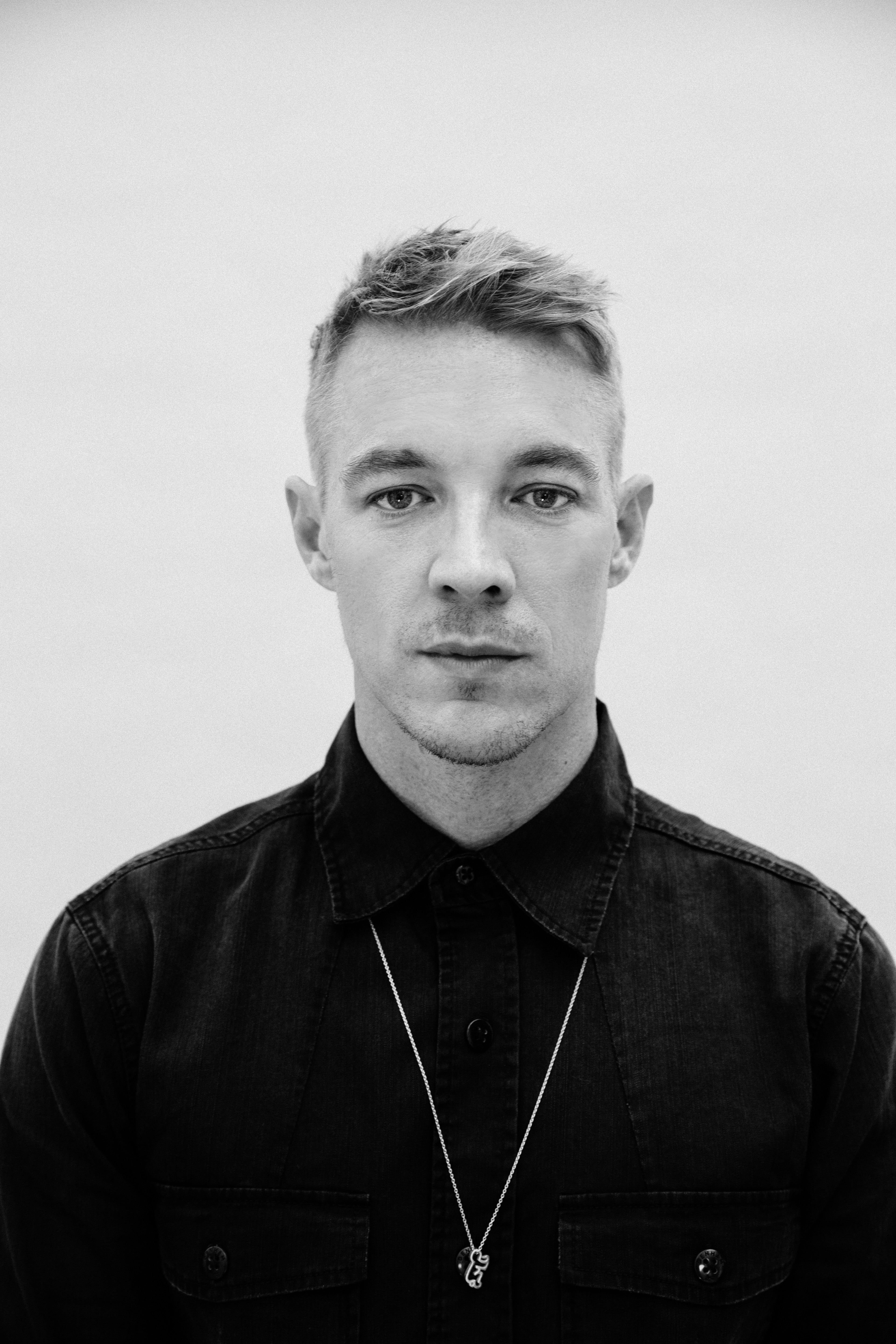
Diplo và nhà sản xuất Greg Kurstin là hai nhà sản xuất thu âm cho "Elastic Heart".

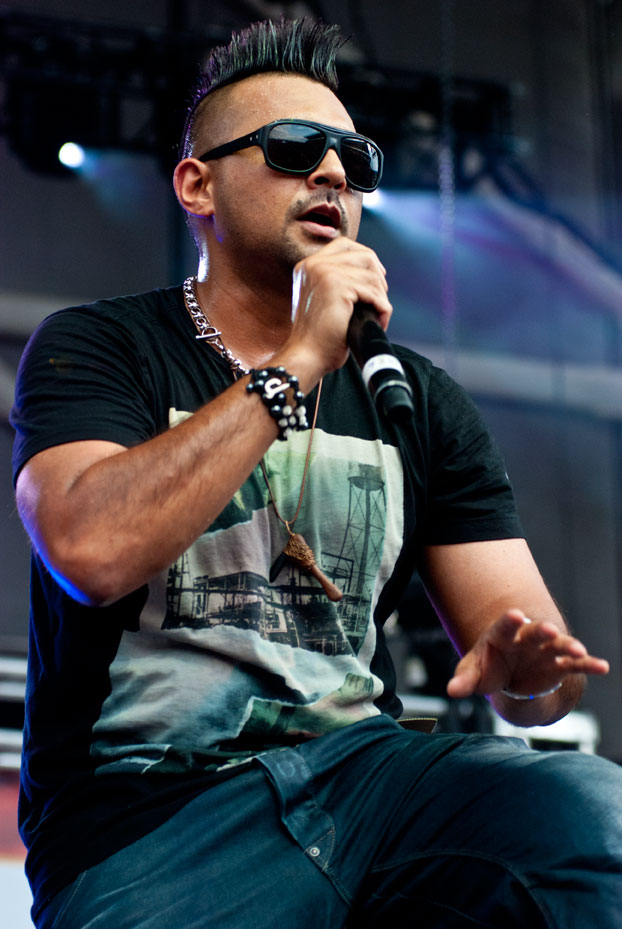
Sean Paul hợp tác với Sia trong đĩa đơn "Cheap Thrills", một trong những đĩa đơn thành công nhất của Sia.

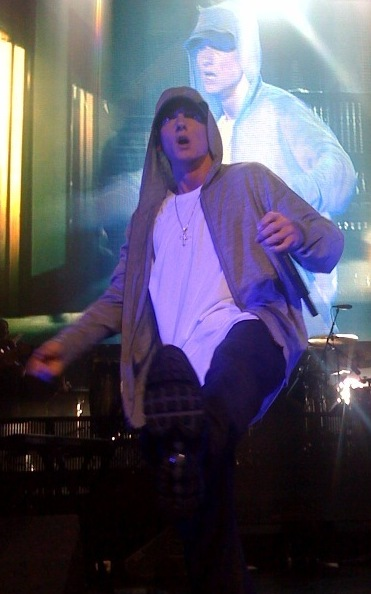
Eminem hợp tác với Sia trong hai đĩa đơn "Beautiful Pain" và "Guts Over Fear".

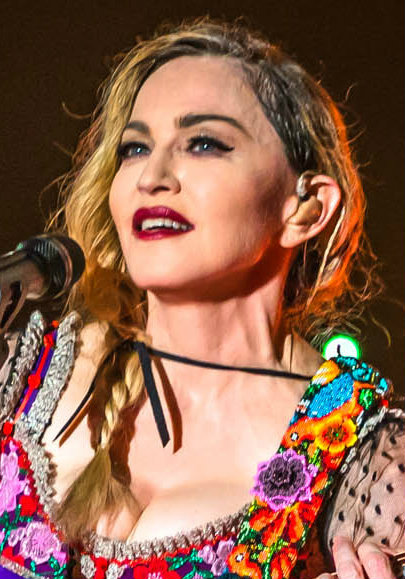
Sia đã cover lại bài hát "Oh Father" của Madonna và đưa bản cover của cô vào album phòng thu năm 2010, mang tên We Are Born.

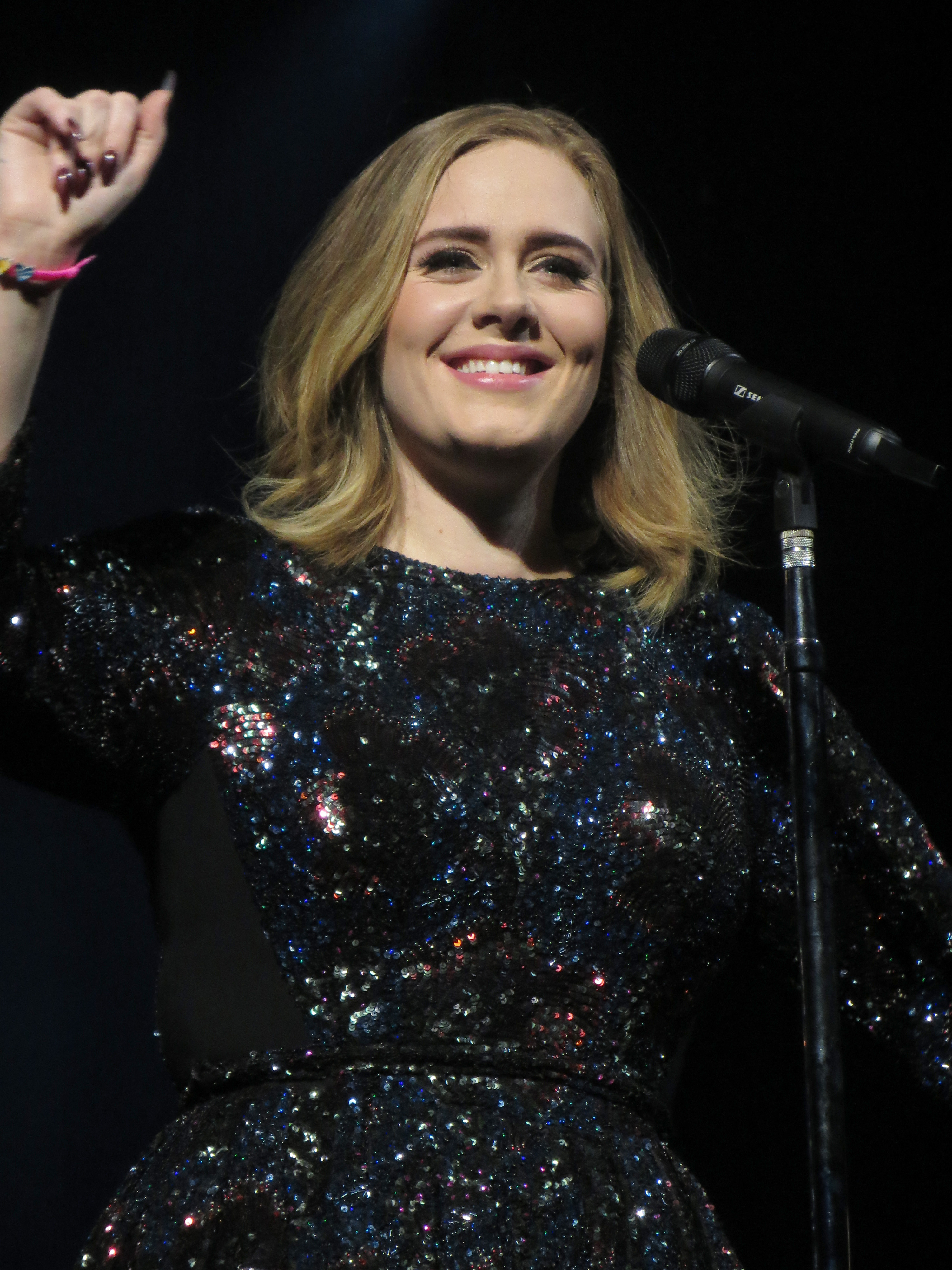
Adele đồng sáng tác đĩa đơn "Alive". Trước kia, "Alive" được Sia sáng tác cho Adele với vai trò là đĩa đơn thuộc album 25, nhưng cuối cùng Adele lại từ chối.

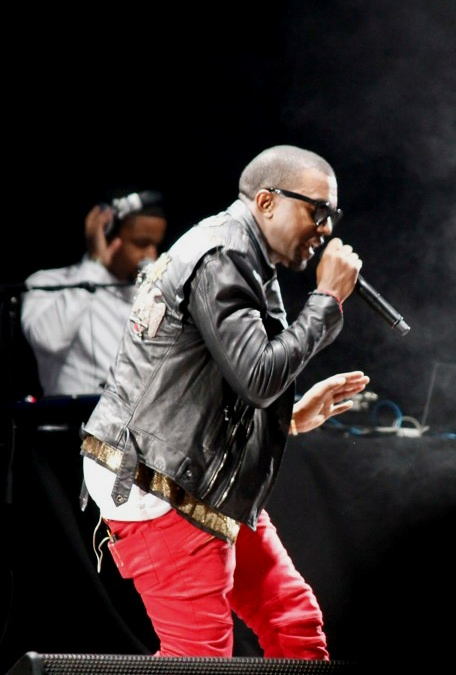
Bài hát "Reaper" và đĩa đơn "Wolves" của Kanye West đều được đồng sáng tác bởi Sia.

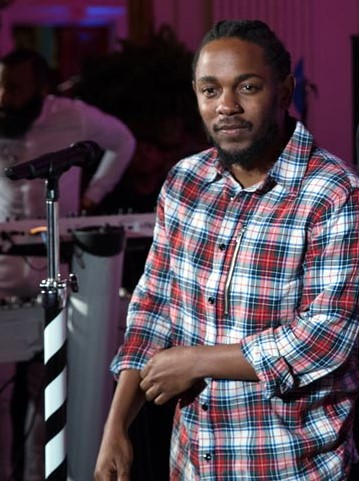
Kendrick Lamar đóng vai trò là nghệ sĩ góp mặt trong đĩa đơn "The Greatest".

| Bài hát được phát hành dưới dạng đĩa đơn | Bài hát được phát hành dưới dạng đĩa đơn       |
| ‡                                        | Bài hát nằm trong phiên bản thay thế của album |
| *                                        | Bài hát nằm ở mặt B của đĩa đơn                |

| Tiêu đề                                      | Nghệ sĩ                                                  | Sáng tác | Album/Đĩa đơn                                                                              | Năm  | Tk.    |
| -------------------------------------------- | -------------------------------------------------------- | --- | ------------------------------------------------------------------------------------------ | ---- | ------ |
| "A Situation"                                | Sia                                                      | Jesse Flavell | OnlySee                                                                                    | 1997 | [ 2 ]  |
| "Academia"                                   | Sia                                                      | Sia Furler Dan Carey | Some People Have Real Problems                                                             | 2008 | [ 3 ]  |
| "Alive"                                      | Sia                                                      | Sia Furler Adele Adkins Tobias Jesso Jr. | This Is Acting                                                                             | 2016 | [ 5 ]  |
| "Angel by the Wings"                         | Sia                                                      | Sia Furler Greg Kurstin | The Eagle Huntress                                                                         | 2016 | [ 6 ]  |
| "Asrep Onosim"                               | Sia                                                      | Sia Furler Jesse Flavell | OnlySee                                                                                    | 1997 | [ 2 ]  |
| "Bang My Head"                               | David Guetta hợp tác với Sia và Fetty Wap                | David Guetta Giorgio Tuinfort Marcus van Wattum Christian Karlsson Sia Furler Vincent Pontare Magnus Lidehäll                                                                            | Listen Again                                                                               | 2014 | [ 8 ]  |
| "Battle Cry"                                 | Angel Haze hợp tác với Sia                               | Angel Haze Sia Furler Greg Kurstin | Dirty Gold                                                                                 | 2013 | [ 10 ] |
| "Be Good to Me"                              | Sia                                                      | Sia Furler Jesse Graham Simon Katz | We Are Born                                                                                | 2010 | [ 11 ] |
| "Beautiful Calm Driving"                     | Sia                                                      | Sia Furler Samuel Dixon | Some People Have Real Problems                                                             | 2008 | [ 3 ]  |
| "Beautiful Pain"                             | Eminem hợp tác với Sia                                   | Marshall Mathers Emile Haynie Sia Furler Luis Resto | The Marshall Mathers LP 2 ‡                                                                | 2013 | [ 12 ] |
| "Beautiful People"                           | Wiz Khalifa hợp tác với Sia                              | — | Đĩa đơn không nằm trong album                                                              | 2013 | [ 13 ] |
| "Beautiful Reality"                          | Sia                                                      | Jesse Flavell | OnlySee                                                                                    | 1997 | [ 2 ]  |
| "Big Girl, Little Girl"                      | Sia                                                      | Sia Furler Henry Binns | We Are Born                                                                                | 2010 | [ 11 ] |
| "Big Girls Cry"                              | Sia                                                      | Sia Furler Christopher Braide | 1000 Forms of Fear                                                                         | 2014 | [ 15 ] |
| "Bird Set Free"                              | Sia                                                      | Sia Furler Greg Kurstin | This Is Acting                                                                             | 2016 | [ 5 ]  |
| "Blackbird"                                  | Sia                                                      | John Lennon Paul McCartney | Beat Bugs - Music From the Original Series: Season 1, V.2                                  | 2016 | [ 17 ] |
| "Blame It on the Radio"                      | Sia                                                      | — | The Girl You Lost to Cocaine *                                                             | 2008 | [ 18 ] |
| "Blow It All Away"                           | Sia                                                      | Sia Furler Blair MacKichan Felix Howard Kevin Armstrong | Healing Is Difficult                                                                       | 2001 | [ 1 ]  |
| "Breathe Me"                                 | Sia                                                      | Sia Furler Dan Carey | Colour the Small One                                                                       | 2004 | [ 20 ] |
| "Bring It to Me"                             | Sia                                                      | — | Soon We'll Be Found *                                                                      | 2008 | [ 21 ] |
| "Bring Night"                                | Sia                                                      | Sia Furler Lauren Flax | We Are Born                                                                                | 2010 | [ 11 ] |
| "Broken Biscuit"                             | Sia                                                      | Sia Furler Chad Fischer | Colour the Small One ‡                                                                     | 2003 | [ 20 ] |
| "Broken Glass"                               | Sia                                                      | Sia Furler Jesse Shatkin Jasper Leak | This Is Acting                                                                             | 2016 | [ 5 ]  |
| "The Bully"                                  | Sia                                                      | Sia Furler Bek David Campbel Jimmy Hogarth | Colour the Small One                                                                       | 2004 | [ 20 ] |
| "Burn the Pages"                             | Sia                                                      | Sia Furler Greg Kurstin | 1000 Forms of Fear                                                                         | 2014 | [ 15 ] |
| "Butterflies"                                | Sia                                                      | Sia Furler Jimmy Hogarth Kevin Cormack | Colour the Small One ‡                                                                     | 2004 | [ 20 ] |
| "Buttons"                                    | Sia                                                      | Sia Furler Samuel Dixon | Some People Have Real Problems ‡                                                           | 2008 | [ 3 ]  |
| "California Dreamin'"                        | Sia                                                      | John Phillips Michelle Phillips | San Andreas - Original Motion Picture Soundtrack                                           | 2015 | [ 24 ] |
| "Candy Cane Lane"                            | Sia                                                      | Sia Furler Greg Kurstin | Everyday Is Christmas                                                                      | 2017 | [ 25 ] |
| "Cares at the Door"                          | Sia                                                      | — | Some People Have Real Problems ‡                                                           | 2008 | [ 3 ]  |
| "Cellophane"                                 | Sia                                                      | Sia Furler Greg Kurstin | 1000 Forms of Fear                                                                         | 2014 | [ 15 ] |
| "Chandelier"                                 | Sia                                                      | Sia Furler Jesse Shatkin | 1000 Forms of Fear                                                                         | 2014 | [ 15 ] |
| "Cheap Thrills"                              | Sia hợp tác với Sean Paul                                | Sia Furler Greg Kurstin | This Is Acting                                                                             | 2016 | [ 5 ]  |
| "The Church of What's Happening Now"         | Sia                                                      | Sia Furler Samuel Dixon | Colour the Small One                                                                       | 2006 | [ 20 ] |
| "Clap Your Hands"                            | Sia                                                      | Sia Furler Samuel Dixon | We Are Born                                                                                | 2010 | [ 11 ] |
| "Cloud"                                      | Sia                                                      | Sia Furler Samuel Dixon | We Are Born                                                                                | 2010 | [ 11 ] |
| "The Co-Dependent"                           | Sia                                                      | Sia Furler Greg Kurstin | We Are Born                                                                                | 2010 | [ 11 ] |
| "Confetti"                                   | Sia                                                      | Sia Furler Christopher Braide | This Is Acting ‡                                                                           | 2016 | [ 29 ] |
| "Day Too Soon"                               | Sia                                                      | Sia Furler Samuel Dixon | Some People Have Real Problems                                                             | 2008 | [ 3 ]  |
| "Death by Chocolate"                         | Sia                                                      | Sia Furler Greg Kurstin | Some People Have Real Problems                                                             | 2008 | [ 3 ]  |
| "Deer In Headlights"                         | Sia                                                      | Sia Furler Samuel Dixon | Fifty Shades Freed: Original Motion Picture Soundtrack                                     | 2018 | [ 31 ] |
| "Déjà Vu"                                    | Giorgio Moroder hợp tác với Sia                          | Giorgio Moroder Sia Furler | Déjà Vu                                                                                    | 2015 | [ 33 ] |
| "Destiny"                                    | Zero 7 hợp tác với Sia và Sophie Barker                  | Sia Furler Sophie Barker Henry Binns Sam Hardaker | Simple Things                                                                              | 2001 | [ 35 ] |
| "Distractions"                               | Zero 7 hợp tác với Sia                                   | — | Simple Things                                                                              | 2001 | [ 35 ] |
| "Don't Bring Me Down"                        | Sia                                                      | Sia Furler Blair MacKichan | Colour the Small One                                                                       | 2003 | [ 20 ] |
| "Don't Get Me Started"                       | Sia                                                      | Sia Furler Jesse Flavell | OnlySee                                                                                    | 1997 | [ 2 ]  |
| "Dressed in Black"                           | Sia                                                      | Sia Furler Greg Kurstin Grant Michaels | 1000 Forms of Fear                                                                         | 2014 | [ 15 ] |
| "Drink to Get Drunk"                         | Sia và DifferentGear                                     | Sia Furler Sam Frank | Healing Is Difficult                                                                       | 2001 | [ 1 ]  |
| "Dusk Till Dawn"                             | Zayn hợp tác với Sia                                     | Zayn Malik Sia Furler Greg Kurstin | TBA                                                                                        | 2017 | [ 38 ] |
| "Elastic Heart"                              | Sia hợp tác với The Weeknd và Diplo                      | Sia Furler Thomas Wesley Pentz Andrew Swanson Abel Tesfaye | 1000 Forms of Fear và The Hunger Games: Catching Fire – Original Motion Picture Soundtrack | 2014 | [ 15 ] |
| "Electric Bird"                              | Sia                                                      | Sia Furler Henry Binns | Some People Have Real Problems                                                             | 2008 | [ 3 ]  |
| "Everyday Is Christmas"                      | Sia                                                      | Sia Furler Greg Kurstin | Everyday Is Christmas                                                                      | 2017 | [ 25 ] |
| "Eye of the Needle"                          | Sia                                                      | Sia Furler Christopher Braide | 1000 Forms of Fear                                                                         | 2014 | [ 15 ] |
| "Fair Game"                                  | Sia                                                      | Sia Furler Greg Kurstin | 1000 Forms of Fear                                                                         | 2014 | [ 15 ] |
| "Fear"                                       | Sia                                                      | Sia Furler | Healing Is Difficult                                                                       | 2001 | [ 1 ]  |
| "The Fight"                                  | Sia                                                      | Sia Furler Dan Carey | We Are Born                                                                                | 2010 | [ 11 ] |
| "Fire Meet Gasoline"                         | Sia                                                      | Sia Furler Sam Dixon Greg Kurstin | 1000 Forms of Fear                                                                         | 2014 | [ 15 ] |
| "Fist Fighting a Sandstorm"                  | Sia                                                      | Sia Furler Jesse Shatkin | This Is Acting ‡                                                                           | 2016 | [ 5 ]  |
| "Flames"                                     | David Guetta hợp tác với Sia                             | David Guetta Sia Furler Christopher Braide Giorgio Tuinfort Marcus van Wattum | Đĩa đơn không nằm trong album                                                              | 2018 |        |
| "Footprints"                                 | Sia                                                      | Sia Furler Tyler Williams Josh Valle Nikhil Seetharam | This Is Acting                                                                             | 2016 | [ 5 ]  |
| "Free Me"                                    | Sia                                                      | Sia Furler Lucian Piane Oliver Kraus | Đĩa đơn không nằm trong album                                                              | 2017 |        |
| "Free the Animal"                            | Sia                                                      | Sia Furler Jasper Leak Greg Kurstin | 1000 Forms of Fear                                                                         | 2014 | [ 15 ] |
| "Get Me"                                     | Sia                                                      | Sia Furler Sam Frank | Healing Is Difficult                                                                       | 2001 | [ 1 ]  |
| "Golden"                                     | Travie McCoy hợp tác với Sia                             | Travie McCoy Sia Furler Thomas Wesley | Rough Water                                                                                | 2015 | [ 42 ] |
| "The Girl You Lost to Cocaine"               | Sia                                                      | Sia Furler Rob Allum Phil Marten Eddie Myer | Some People Have Real Problems                                                             | 2008 | [ 3 ]  |
| "Guts Over Fear"                             | Eminem hợp tác với Sia                                   | Eminem Luis Resto Emile Haynie John Hill Sia Furler | Shady XV                                                                                   | 2014 | [ 45 ] |
| "The Greatest"                               | Sia hợp tác với Kendrick Lamar                           | Sia Furler Greg Kurstin | This Is Acting ‡                                                                           | 2016 | [ 29 ] |
| "Healing is Difficult"                       | Sia                                                      | Sia Furler Sam Frank | Healing Is Difficult                                                                       | 2001 | [ 1 ]  |
| "Helium"                                     | Sia                                                      | Sia Furler Chris Braide | Fifty Shades Darker - Original Motion Picture Soundtrack                                   | 2017 | [ 46 ] |
| "Ho Ho Ho"                                   | Sia                                                      | Sia Furler Greg Kurstin | Everyday Is Christmas                                                                      | 2017 | [ 25 ] |
| "Hold Me Down"                               | Sia                                                      | Sia Furler Dan Carey | We Are Born ‡                                                                              | 2010 | [ 11 ] |
| "Hostage"                                    | Sia                                                      | Sia Furler Nick Valensi | 1000 Forms of Fear                                                                         | 2014 | [ 15 ] |
| "House on Fire"                              | Sia                                                      | Sia Furler Jack Antonoff | This Is Acting                                                                             | 2016 | [ 5 ]  |
| "Hurting Me Now"                             | Sia                                                      | Sia Furler Greg Kurstin | We Are Born                                                                                | 2010 | [ 11 ] |
| "I Don't Want to Want You"                   | Sia                                                      | Sia Furler Jesse Flavell | OnlySee                                                                                    | 1997 | [ 2 ]  |
| "I Go to Sleep"                              | Sia                                                      | Ray Davies | Some People Have Real Problems                                                             | 2008 | [ 3 ]  |
| "I Love It"                                  | Hilltop Hoods hợp tác với Sia                            | Matthew Lambert Daniel Smith Ben John Hare A. Schefrin Sia Furler | Drinking from the Sun                                                                      | 2012 | [ 48 ] |
| "I'll Forget You"                            | Lior hợp tác với Sia                                     | — | Corner of an Endless Road                                                                  | 2008 | [ 49 ] |
| "I'm in Here"                                | Sia                                                      | Sia Furler Samuel Dixon | We Are Born                                                                                | 2010 | [ 11 ] |
| "I'm Not Important to You"                   | Sia                                                      | Sia Furler Sam Frank | Healing Is Difficult                                                                       | 2001 | [ 1 ]  |
| "Insidiously"                                | Sia                                                      | Sia Furler Sam Frank | Healing Is Difficult                                                                       | 2001 | [ 1 ]  |
| "Je te pardonne"                             | Maître Gims hợp tác với Sia                              | Maître Gims Renaud Rebillaud Sia Furler | Mon cœur avait raison                                                                      | 2015 | [ 50 ] |
| "Jesus Wept"                                 | Sia                                                      | Sia Furler Samuel Dixon | This Is Acting ‡                                                                           | 2016 | [ 29 ] |
| "Judge Me"                                   | Sia                                                      | Sia Furler Sam Frank | Healing Is Difficult                                                                       | 2001 | [ 1 ]  |
| "Kill and Run"                               | Sia                                                      | Sia Furler Chris Braide | The Great Gatspy – Original Motion Picture Soundtrack                                      | 2013 | [ 51 ] |
| "Lentil"                                     | Sia                                                      | Sia Furler Samuel Dixon | Some People Have Real Problems                                                             | 2008 | [ 3 ]  |
| "Like a River Runs"                          | Bleachers hợp tác với Sia                                | — | Terrible Thrills, Vol. 2                                                                   | 2015 | [ 52 ] |
| "Little Black Sandals"                       | Sia                                                      | Sia Furler Dan Carey | Some People Have Real Problems                                                             | 2008 | [ 3 ]  |
| "Little Man"                                 | Sia                                                      | Sia Furler Sam Frank | Healing Is Difficult                                                                       | 2001 | [ 1 ]  |
| "Lucky"                                      | Sia                                                      | — | Don't Bring Me Down *                                                                      | 2003 | [ 54 ] |
| "Lullaby"                                    | Sia                                                      | Sia Furler Samuel Dixon | Some People Have Real Problems                                                             | 2008 | [ 3 ]  |
| "Madlove"                                    | Sia                                                      | Sia Furler | OnlySee                                                                                    | 1997 | [ 2 ]  |
| "Midnight Decisions"                         | Sia                                                      | Sia Furler Chris Braide | This Is Acting ‡                                                                           | 2016 | [ 29 ] |
| "Moon"                                       | Sia                                                      | Sia Furler Samuel Dixon Jimmy Hogarth | Colour the Small One                                                                       | 2004 | [ 20 ] |
| "Moonquake Lake"                             | Sia và Beck                                              | — | Annie (2014) – Original Motion Picture Soundtrack                                          | 2014 | [ 55 ] |
| "Move Your Body"                             | Sia                                                      | Sia Furler Greg Kurstin | This Is Acting                                                                             | 2016 | [ 5 ]  |
| "My Love"                                    | Sia                                                      | — | The Twilight Saga: Eclipse – Original Motion Picture Soundtrack                            | 2010 | [ 56 ] |
| "My Old Santa Claus"                         | Sia                                                      | Sia Furler Greg Kurstin | Everyday Is Christmas ‡                                                                    | 2017 | [ 25 ] |
| "Natale's Song"                              | Sia                                                      | Sia Furler Samuel Dixon | Colour the Small One                                                                       | 2004 | [ 20 ] |
| "Never Give Up"                              | Sia                                                      | — | Lion – Original Motion Picture Soundtrack                                                  | 2016 | [ 57 ] |
| "Numb"                                       | Sia                                                      | Sia Furler Felix Howard James McMillan | Colour the Small One                                                                       | 2004 | [ 20 ] |
| "Oh Father"                                  | Sia                                                      | Madonna Ciccone Patrick Leonard | We Are Born                                                                                | 2010 | [ 11 ] |
| "One Million Bullets"                        | Sia                                                      | Sia Furler Jesse Shatkin | This Is Acting                                                                             | 2016 | [ 5 ]  |
| "One More Shot"                              | Sia                                                      | Jesse Flavell | OnlySee                                                                                    | 1997 | [ 2 ]  |
| "OnlySee"                                    | Sia                                                      | Jesse Flavell | OnlySee                                                                                    | 1997 | [ 2 ]  |
| "Opportunity"                                | Sia                                                      | — | Annie (2014) – Original Motion Picture Soundtrack                                          | 2014 | [ 55 ] |
| "Pictures"                                   | Sia                                                      | Sia Furler Dan Carey | Lady Croissant                                                                             | 2007 | [ 60 ] |
| "Playground"                                 | Sia                                                      | Sia Furler Samuel Dixon Felix Bloxsom | Some People Have Real Problems                                                             | 2008 | [ 3 ]  |
| "Puppies Are Forever"                        | Sia                                                      | Sia Furler Greg Kurstin | Everyday Is Christmas                                                                      | 2017 | [ 25 ] |
| "Rainbow"                                    | Sia                                                      | Sia Furler | My Little Pony: The Movie (nhạc phim)                                                      | 2017 |        |
| "Reaper"                                     | Sia                                                      | Sia Furler Kanye West Noah Goldstein Charles Misodi Njapa Dom $olo | This Is Acting                                                                             | 2016 | [ 5 ]  |
| "Rewrite"                                    | Sia                                                      | Sia Furler Samuel Dixon | Colour the Small One                                                                       | 2004 | [ 20 ] |
| "Salted Wounds"                              | Sia                                                      | Brian West Gerald Eaton Sia Furler Oliver Kraus | Fifty Shades of Grey – Original Motion Picture Soundtrack                                  | 2015 | [ 61 ] |
| "Santa's Coming for Us"                      | Sia                                                      | Sia Furler Greg Kurstin | Everyday Is Christmas                                                                      | 2017 | [ 25 ] |
| "Satisfied"                                  | Sia hợp tác với Miguel và Queen Latifah                  | Tony Esterly Mike Elizondo | The Hamilton Mixtape                                                                       | 2016 | [ 62 ] |
| "Shadow"                                     | Sia                                                      | Jesse Flavell | OnlySee                                                                                    | 1997 | [ 2 ]  |
| "Sea Shells"                                 | Sia                                                      | Sia Furler Larry Goldings | Colour the Small One ‡                                                                     | 2004 | [ 20 ] |
| "She Wolf (Falling to Pieces)"               | David Guetta hợp tác với Sia                             | David Guetta Chris Braide Sia Furler Giorgio Tuinfort | Nothing but the Beat 2.0                                                                   | 2011 | [ 64 ] |
| "Snowflake"                                  | Sia                                                      | Sia Furler Greg Kurstin | Everyday Is Christmas                                                                      | 2017 | [ 25 ] |
| "Snowman"                                    | Sia                                                      | Sia Furler Greg Kurstin | Everyday Is Christmas                                                                      | 2017 | [ 25 ] |
| "So Bored"                                   | Sia                                                      | — | Don't Bring Me Down *                                                                      | 2003 | [ 54 ] |
| "Sober and Unkissed"                         | Sia                                                      | Sia Furler | Healing Is Difficult                                                                       | 2001 | [ 1 ]  |
| "Somersault"                                 | Zero 7 hợp tác với Sia                                   | — | When It Falls                                                                              | 2004 | [ 66 ] |
| "Soon"                                       | Sia                                                      | Sia Furler Jesse Flavell | OnlySee                                                                                    | 1997 | [ 2 ]  |
| "Soon We'll Be Found"                        | Sia                                                      | Sia Furler Rick Nowels | Some People Have Real Problems                                                             | 2008 | [ 3 ]  |
| "Space Between"                              | Sia                                                      | Sia Furler Chris Braide | This Is Acting                                                                             | 2016 | [ 5 ]  |
| "Stop Trying"                                | Sia                                                      | Sia Furler Greg Kurstin | We Are Born                                                                                | 2008 | [ 11 ] |
| "Stories"                                    | Sia                                                      | Sia Furler Jesse Flavell | OnlySee                                                                                    | 1997 | [ 2 ]  |
| "Straight for the Knife"                     | Sia                                                      | Sia Furler Justin Parker | 1000 Forms of Fear                                                                         | 2014 | [ 15 ] |
| "Summer Rain"                                | Sia                                                      | Sia Furler Jesse Shatkin | This Is Acting ‡                                                                           | 2016 | [ 5 ]  |
| "Sunday"                                     | Sia                                                      | Sia Furler Samuel Dixon | Colour the Small One                                                                       | 2004 | [ 20 ] |
| "Sunshine"                                   | Sia                                                      | Sia Furler Greg Kurstin | Everyday Is Christmas                                                                      | 2017 | [ 25 ] |
| "Sweet Design"                               | Sia                                                      | Sia Furler Chris Braide | This Is Acting                                                                             | 2016 | [ 5 ]  |
| "Sweet Potato"                               | Sia                                                      | Sia Furler Kevin Cormack Jimmy Hogarth | Colour the Small One                                                                       | 2004 | [ 20 ] |
| "Take It to Heart"                           | Sia                                                      | Sia Furler Jesse Flavell | OnlySee                                                                                    | 1997 | [ 2 ]  |
| "Taken for Granted"                          | Sia                                                      | Sia Furler | Healing Is Difficult                                                                       | 2001 | [ 1 ]  |
| "Titanium"                                   | David Guetta hợp tác với Sia                             | Sia Furler David Guetta Giorgio Tuinfort Nick van de Wall | Nothing but the Beat                                                                       | 2011 | [ 64 ] |
| "Tripoutro"                                  | Sia                                                      | Sia Furler | OnlySee                                                                                    | 1997 | [ 2 ]  |
| "To Be Human"                                | Sia hợp tác với Labrinth                                 | Florence Welch Rick Nowels | Wonder Woman (nhạc phim)                                                                   | 2017 | [ 69 ] |
| "Underneath the Christmas Lights"            | Sia                                                      | Sia Furler Greg Kurstin | Everyday Is Christmas                                                                      | 2017 | [ 25 ] |
| "Underneath the Mistletoe"                   | Sia                                                      | Sia Furler Greg Kurstin | Everyday Is Christmas                                                                      | 2017 | [ 25 ] |
| "Under the Milky Way"                        | Sia                                                      | Steve Kilbey Karin Jansson | Đĩa đơn không nằm trong album                                                              | 2010 | [ 70 ] |
| "Unforgettable"                              | Sia                                                      | Irving Gordon | Finding Dory – Original Motion Picture Soundtrack                                          | 2016 | [ 71 ] |
| "Unstoppable"                                | Sia                                                      | Sia Furler Chris Braide | This Is Acting                                                                             | 2016 | [ 5 ]  |
| "Waving Goodbye"                             | Sia                                                      | — | The Neon Demon – Original Motion Picture Soundtrack                                        | 2016 | [ 72 ] |
| "Where I Belong"                             | Sia                                                      | Sia Furler Samuel Dixon | Colour the Small One                                                                       | 2004 | [ 20 ] |
| "The Whisperer"                              | David Guetta hợp tác với Sia                             | David Guetta Giorgio Tuinfort Sia Furler | Listen Again                                                                               | 2014 | [ 8 ]  |
| "Wild Ones"                                  | Flo Rida hợp tác với Sia                                 | Flo Rida soFLY & Nius Sia Furler Axwell Jacob Luttrell Marcus Cooper Niklaas Vogel-Kern                                                                                                  | Wild Ones                                                                                  | 2012 | [ 75 ] |
| "Wild Ones Two"                              | Jack Back hợp tác với Sia, David Guetta, và Nicky Romero | Flo Rida soFLY & Nius Sia Furler Axwell Jacob Luttrell Marcus Cooper Niklaas Vogel-Kern                                                                                                  | Wild Ones ‡                                                                                | 2012 | [ 75 ] |
| "Wolves"                                     | Kanye West hợp tác với Sia và Victor Mensah              | Kanye West Sia Furler Victor Mensah Magnus August Høiberg Alan Soucy Brinsmead Noah Goldstein Elon Rutberg Cydel Young Ryan McDermott Mike Dean Kirby Lauryen Pat Reynolds Caroline Shaw | The Life of Pablo                                                                          | 2016 | [ 77 ] |
| "You Have Been Loved"                        | Sia                                                      | Sia Furler Clifford Jones Peter-John Vettese | Some People Have Real Problems                                                             | 2008 | [ 3 ]  |
| "You're Never Fully Dressed Without a Smile" | Sia                                                      | Charles Strouse Martin Charnin | Annie (2014) – Original Motion Picture Soundtrack                                          | 2014 | [ 55 ] |
| "You've Changed"                             | Sia                                                      | Sia Furler Lauren Flax | We Are Born                                                                                | 2010 | [ 11 ] |